# Mixtecatl
Mixtecatl est, dans la mythologie aztèque, un Géant, qui habitait sur la terre pendant le déluge Atonatiuh, dans la montagne appelée Cholollan. Il est un des géants fondateurs mythiques des villes aztèques, il est le fondateur de Mixtlan (Mixteca).